# Устилузька міська територіальна громада
Устилузька міська територіальна громада — територіальна громада в Україні, у Володимирському районі Волинської області. Адміністративний центр — місто Устилуг.
Площа громади — 413,7 км², населення — 7551 мешканець (2018).
Утворена 14 серпня 2015 року шляхом об'єднання Устилузької міської та Зорянської, Лудинської, Микитичівської, П'ятиднівської, Рогожанської, Стенжаричівської, Хотячівської сільських рад Володимир-Волинського району.. Утворена (затверджена) згідно розпорядження Кабінету Міністрів України від 12 червня 2020 р. № 708-р у тому ж складі.
19 липня 2020 року, в результаті адміністративно-територіальної реформи та ліквідації  Володимир-Волинського району(1940—2020), громада увійшла до новоутвореного Володимир-Волинського району (від 18 липня 2022 Володимирського).

## Населені пункти
До складу громади входять 1 місто (Устилуг) і 25 сіл: Амбуків, Видранка, Ворчин, Дарницьке, Заболоття, Залужжя, Зоря, Ізов, Кладнів, Коритниця, Лудин, Микитичі, Новини, Полум'яне, П'ятидні, Рогожани, Рокитниця, Русів, Селіски, Стенжаричі, Тростянка, Турівка, Хотячів, Хрипаличі, Чорників.

## Старостинські округи
- Зорянський
- Лудинський
- Микитичівський
- П'ятиднівський
- Рогожанський
- Стенжаричівський
- Хотячівський[6]

## Географія
Територією громади протікають річки Західний Буг, Луга, Студянка.

## Соціальна сфера
Станом на 2015 рік на утриманні громади перебували 19 фельдшерсько-акушерських пунктів, амбулаторія, лікарня, станція швидкої допомоги, 10 шкіл, 8 дитячіх садків, 3 заклади позашкільної освіти та 21 заклад культури.